# ПЗМС (футзальний клуб)

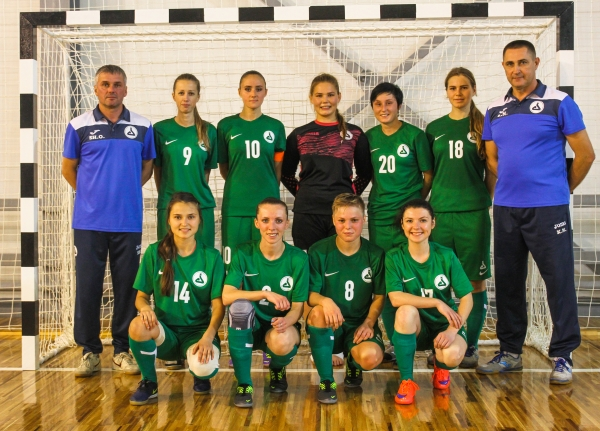
Команда «ПЗМС»

ПЗМС — жіночий футзальний і футбольний клуб із Полтави. Заснований 1989 року у Чернівцях під назвою «Буковинка» (пізніше «Легмаш», «Ніка», «Ніка-Педуніверситет», «Ніка-ПНПУ»), згодом перебазований у Полтаву. 10-разовий чемпіон України, багаторазовий володар Кубка України. Теперішня назва — на честь спонсора (Полтавський завод медичного скла).

## Історія

### Створення

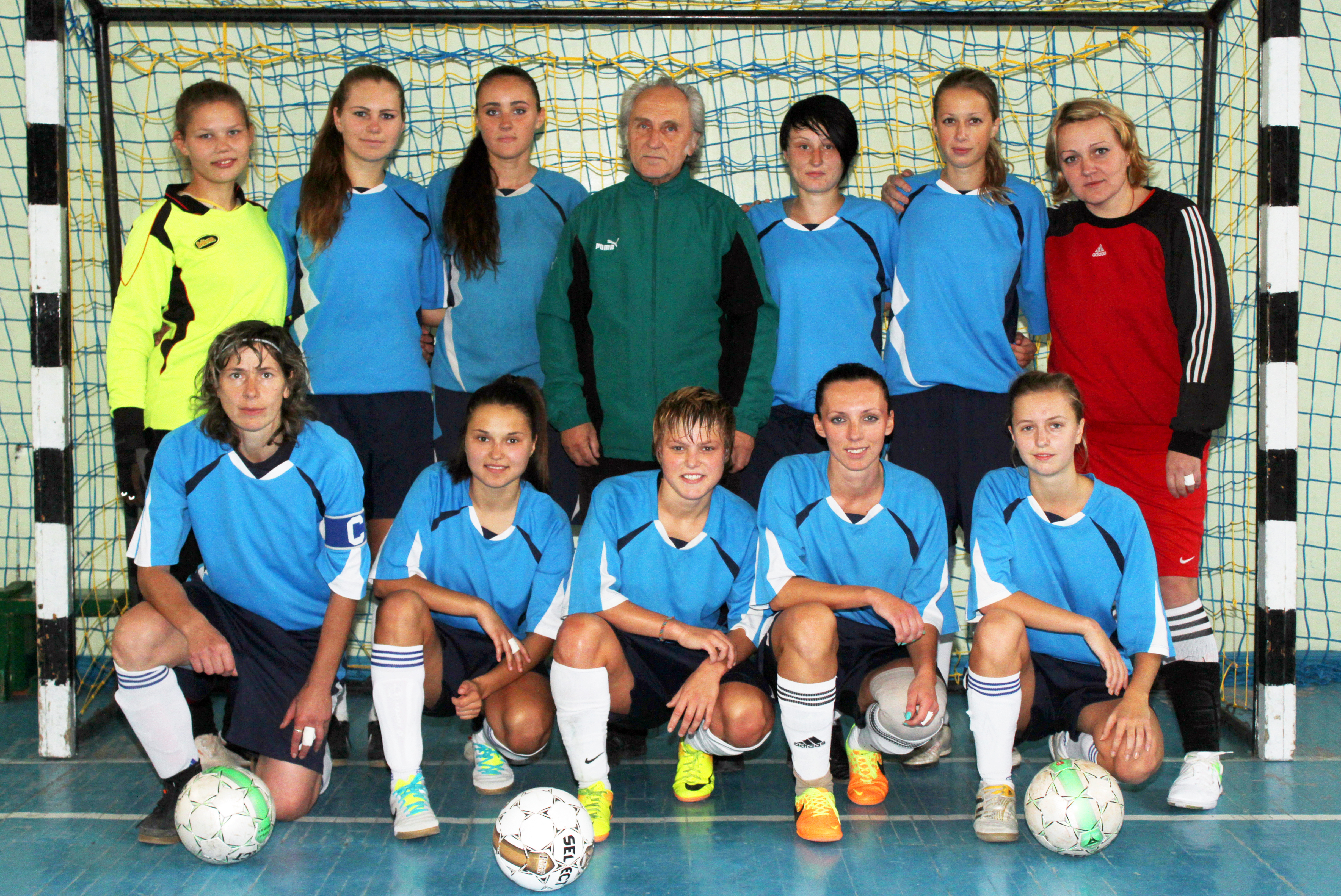
«Ніка-ПНПУ»

Жіночий футбол у Полтаві пов'язують з іменем Сергія Ягодкіна. 1987 року під його керівництвом полтавська команда «Юність» із хокею на траві провела товариський матч із футболу проти «Спартака» (Київ). Гра завершилася внічию — 1:1.
Наступного року «Юність» вже змагалася у двох видах спорту — стала чемпіоном УРСР з хокею на траві, а от футбольна команда у відбіркових іграх першого чемпіонату СРСР виступила невдало. Після першого кола Ягодкін переїхав до Чернівців, за ним поїхала частина гравців. Із тамтешньою командою «Буковинка» він переміг у другій лізі СРСР 1989 року. Наступного року чернівчанки посіли 3-тє місце в першій лізі. У першому чемпіонаті незалежної України з футболу «Буковинка» фінішувала 4-ю серед 14 команд. 1992 року футзальна команда «Легмаш» (Чернівці) виступала у відкритому чемпіонаті Білорусі, а наступні два роки — в чемпіонаті Росії.
Сезон 1995 року, коли в Україні вирішили провести перший чемпіонат країни з футзалу серед жінок, «Ніка» почала в Чернівцях, але Сергій Ягодкін разом з командою повернувся до рідної Полтави. «Ніка» під керівництвом Ягодкіна стала першим чемпіоном України вже як полтавська команда.

### Найбільші успіхи
Полтавки 10 разів ставали чемпіонками України (зокрема 8 разів поспіль у сезонах 1996/97 — 2004/05). У сезоні 1997/98 у чемпіонаті країни дівчата не втратили жодного очка — 12 перемог у 12 матчах, а різниця м'ячів встановила рекорд, який, здається, неможливо побити — 126:4. Чемпіонками України стали Ольга Ткачук, Ольга Педченко, Ольга Ягодкіна, Тетяна Якимчук, Оксана Ткачук, Вікторія Бажан, Лариса Бутко, Анжела Половенко, Олександра Лясковська, Ніна Пантелей, Наталія Кривопішина.
Склад-2004: Педченко Ольга, Узел Тетяна (воротарі); захисники: Бутко Лариса, Скиба Олена, Ягодкіна Ольга; нападники: Катулевич Оксана, Лясковська Олександра, Ткачук Оксана.

### Після 2007

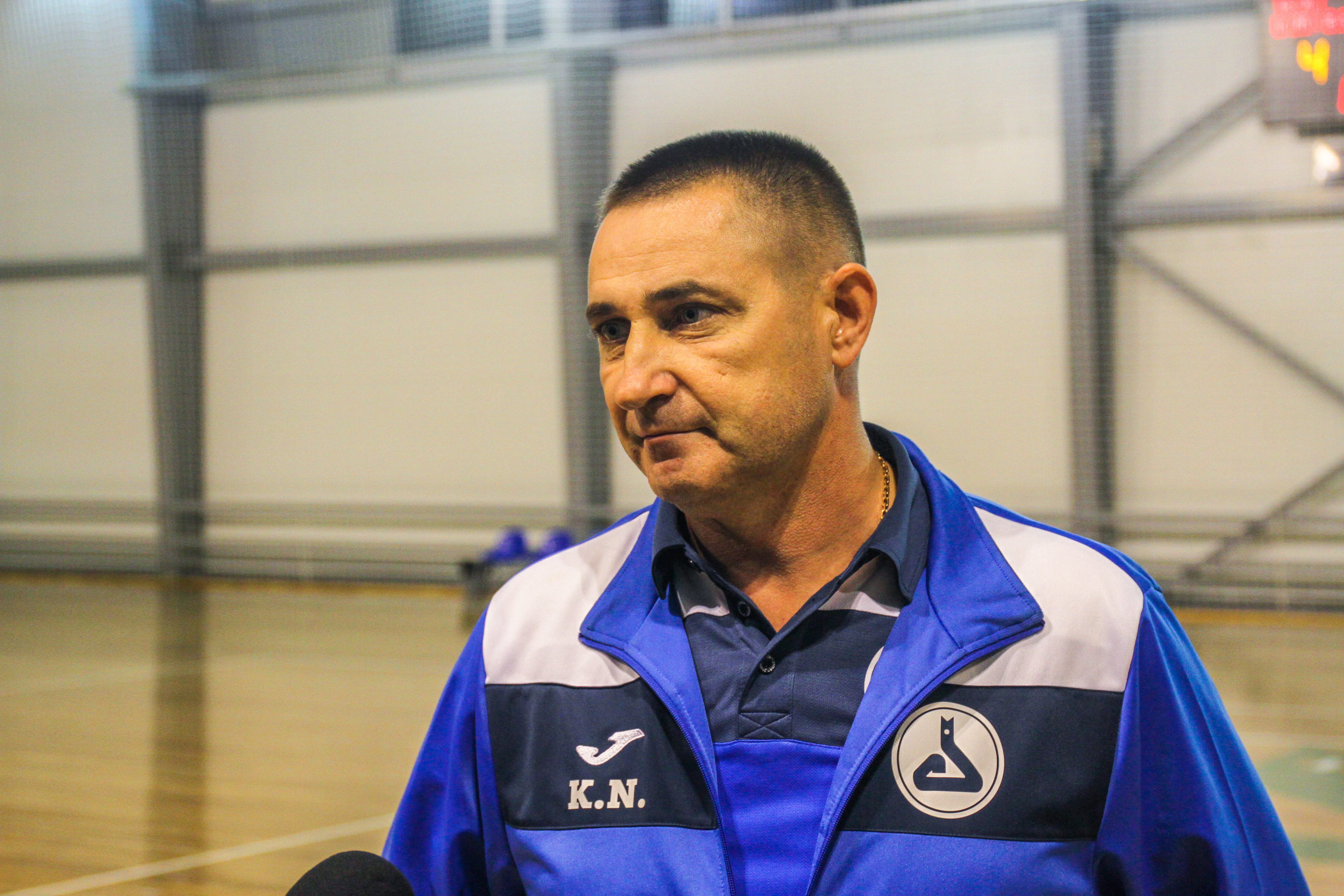
Микола Кудацький — головний тренер «ПЗМС»

Після 2007 року «Ніка-ПНПУ» жодного разу не ставала чемпіоном, переважно фінішувавши на другому чи третьому місці. Лідерами жіночого футзалу України став клуб «Біличанка-НПУ».
Улітку 2015 помер багаторічний керівник команди Сергій Ягодкін. У вересні того самого року спонсором колективу став Полтавський завод медичного скла, а клуб змінив назву на ПЗМС. Головним тренером призначили Миколи Кудацького — професійного тренера (закінчив Харківський державний інститут фізичної культури) та начальника служби матеріально-технічного забезпечення заводу.
По завершенні сезону 2019/20 клуб припинив своє існування.

## Титули та досягнення
- Чемпіон України (10): 1995, 1997, 1997-98, 1998-99, 1999—2000, 2000-01, 2001-02, 2002-03, 2004-05, 2006-07
- Срібний призер чемпіонату України (4): 2005/06, 2008/09, 2010/11, 2012/13, 2016/17, 2017/18
- Бронзовий призер чемпіонату України (5): 2003/04, 2011/12, 2013/14, 2014/15, 2015/16
- Володар Кубка України (4): 1996, 2000, 2001, 2005
- Переможець Кубку Європи (під егідою ЄСФ) (1): 2014[9]
- Володар Кубка світу серед клубних команд (2): 2005, 2006
- Срібний призер міжнародного турніру Кубок ректора УАБС НБУ (2): 2013, 2014

## Відомі гравці
Ставали чемпіонами країни, або виступали за національну збірну:
воротарі
- Ольга Ткачук (Черновецька)
- Ольга Педченко

польові
- Ольга Ягодкіна
- Оксана Катулевич
- Олександра Лясковська
- Лариса Бутко
- Тетяна Пасько
- Анжела Половенко
- Світлана Доможирська
- Оксана Ткачук (Волошко)

## Теперішній склад команди (станом на жовтень 2016 року)[10]
Воротар: Тетяна Івасенко;
Захисники: Вікторія Шаповал, Таїсія Бабенко ;
Нападники: Маргарита Мочалова, Юлія Дударчук, Альона Деркач, Ірина Гавриш;
Універсали: Євгенія Шаповал, Валерія Єрмоленко, Алла Карпенко.

## Галерея

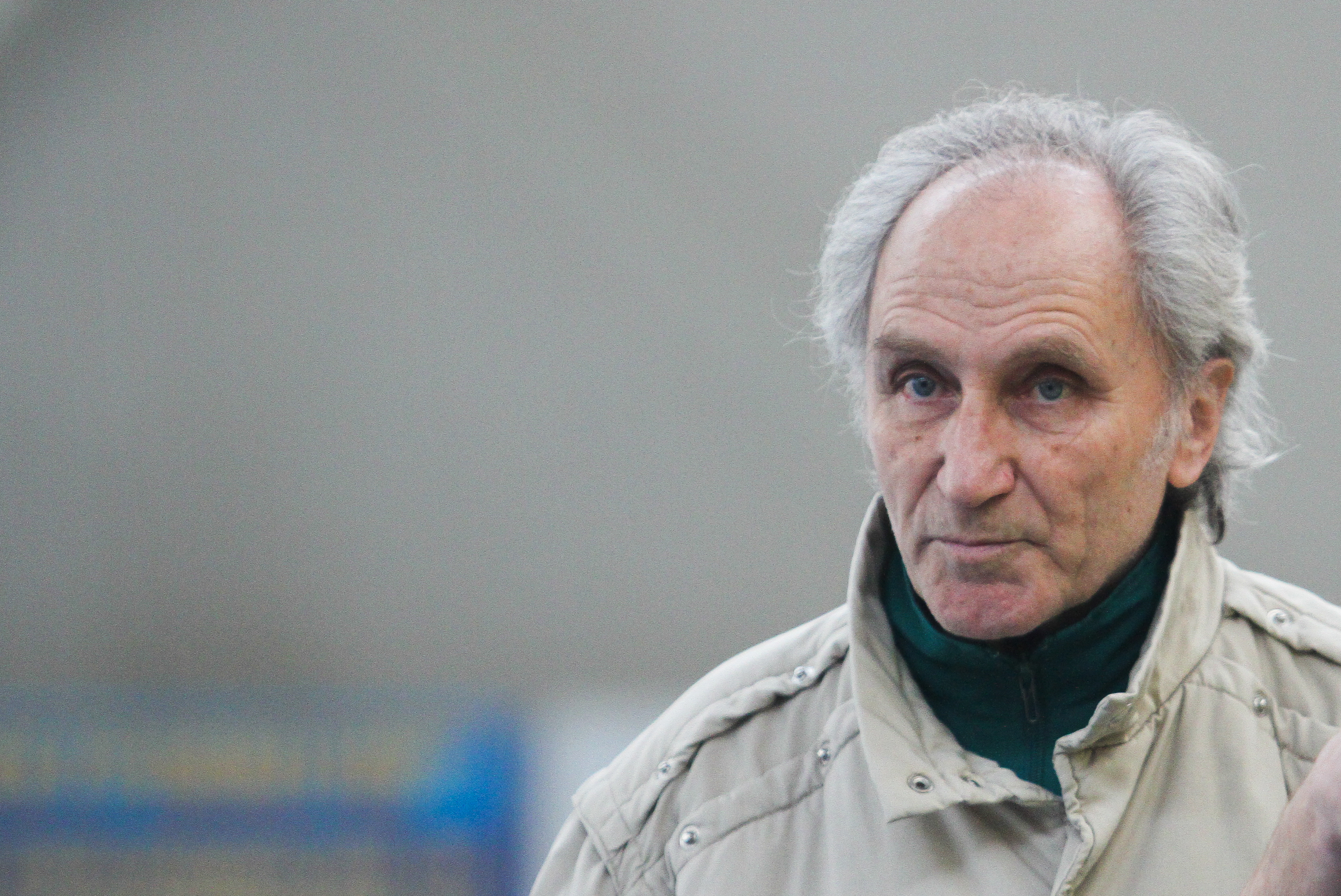
Сергій Ягодкін
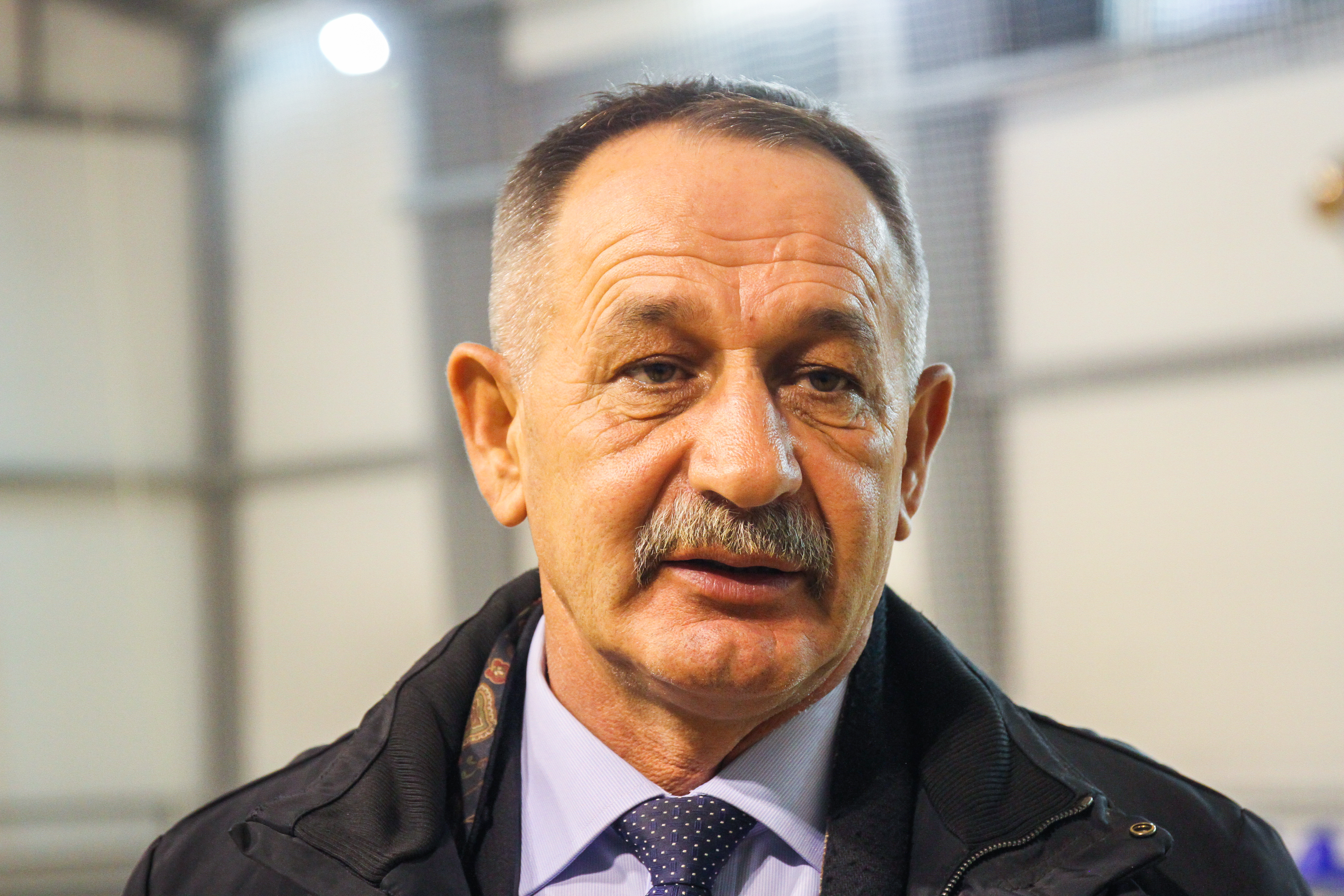
Президент Олександр Кудацький
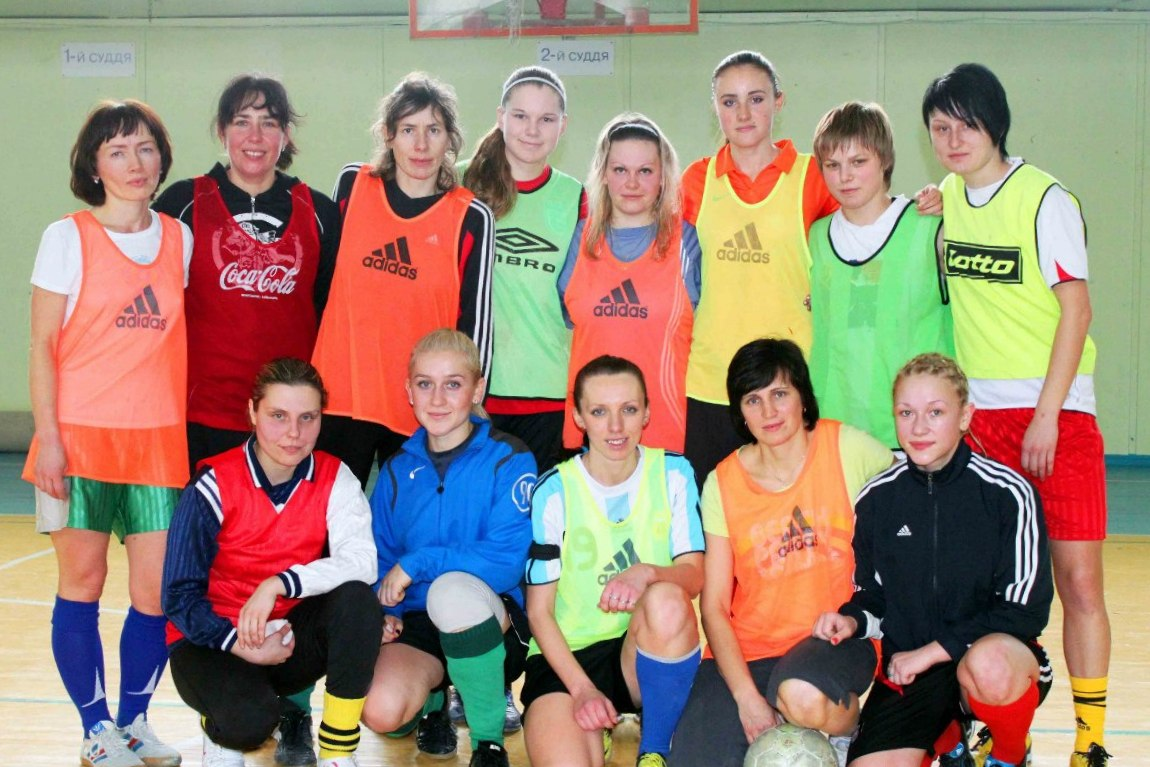
Різні покоління команди
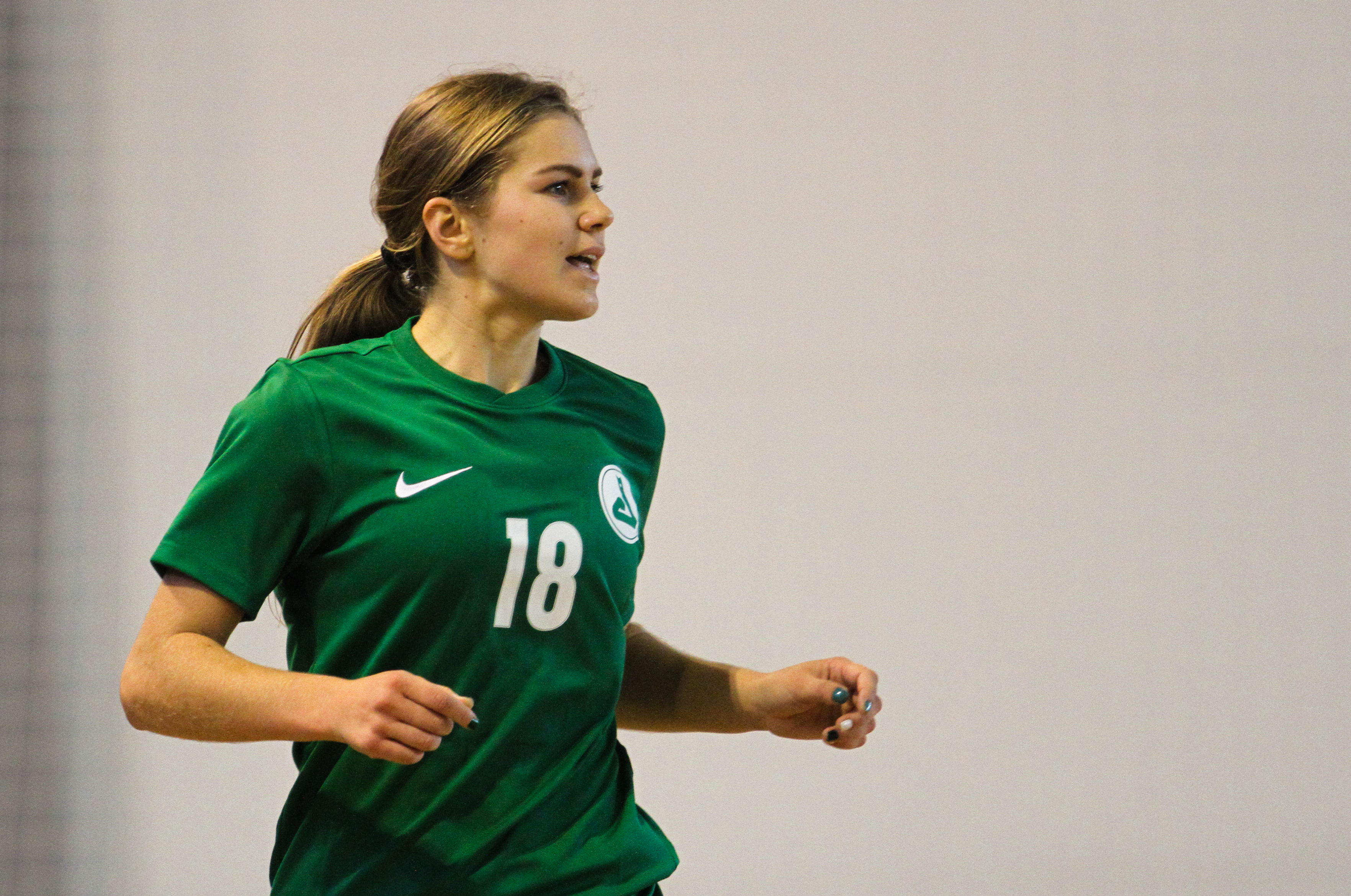
Юлія Дударчук
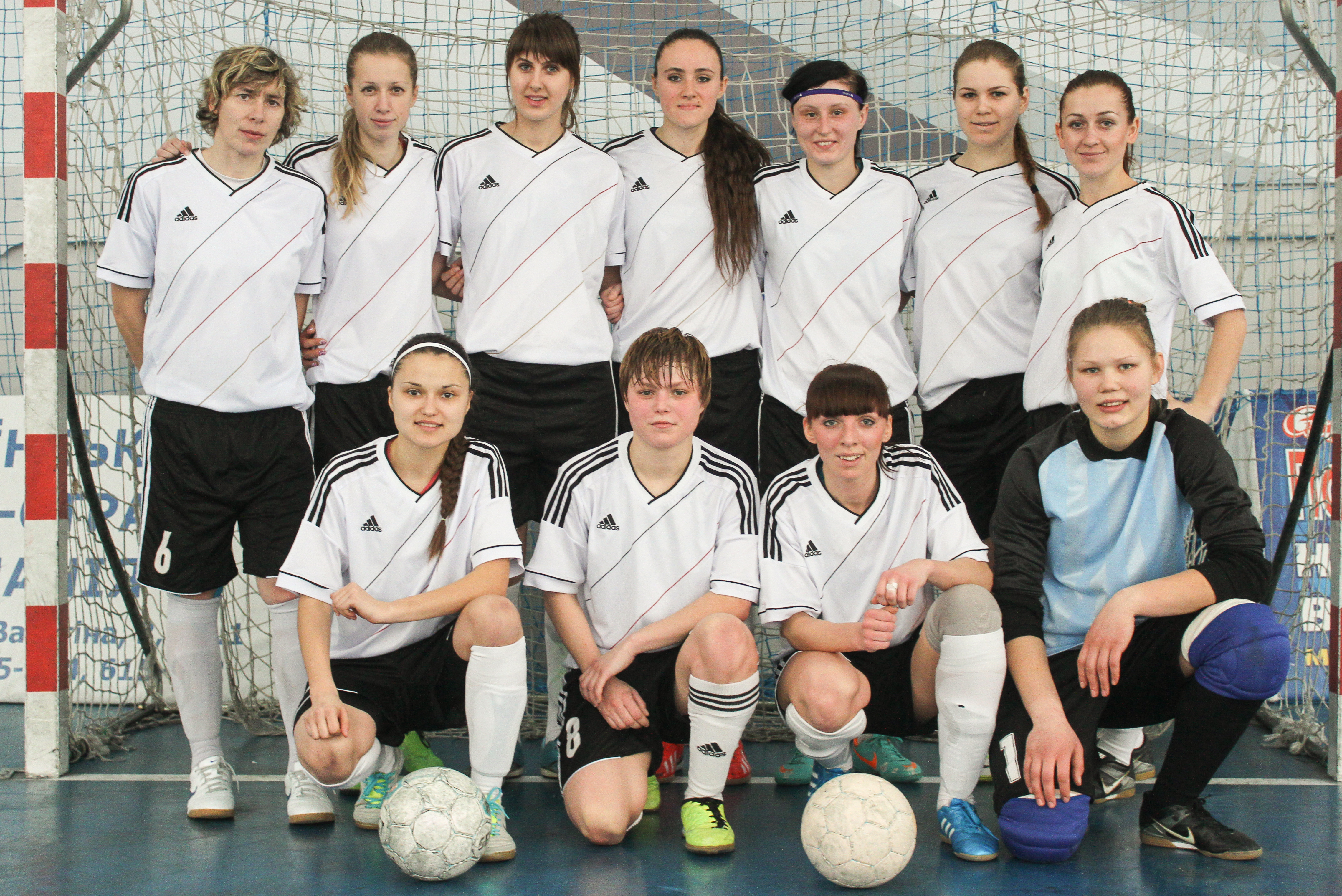
«Ніка-ПНПУ» (2015 рік)